# 短刺鹤虱
短刺鹤虱（学名：Lappula brachycentra）是紫草科鹤虱属的植物。分布于俄罗斯以及中国大陆的新疆等地，生长于海拔800米至2,800米的地区，多生长于山地草原、山麓干旱阶地、山地阳坡和半荒漠地带，目前尚未由人工引种栽培。

## 异名
- Lappula ramulosa C. J. Wang ex X. D. Wang